# 泉佐野市立第二小学校
泉佐野市立第二小学校（いずみさのしりつ だいにしょうがっこう）は、大阪府泉佐野市高松北にある公立小学校。

## 沿革
- 1920年（大正9年）4月1日 - 佐野第二尋常小学校として開校。
- 1923年（大正12年）4月1日 - 高等科を併置し、佐野第二尋常高等小学校と改称。
- 1941年（昭和16年）4月1日 - 大阪府泉南郡佐野女子国民学校と改称。
- 1947年（昭和22年）4月1日 - 大阪府泉南郡佐野町立第二小学校と改称。
- 1948年（昭和23年）4月1日 - 市制施行により、大阪府泉佐野市立第二小学校と改称。
- 1951年（昭和26年）4月1日 - 泉佐野市立第三小学校を分離。

## 通学区域
- 大宮町、栄町、若宮町、大西、高松東、高松西、高松南、高松北、中町、上町[1]

※卒業後は基本的に泉佐野市立佐野中学校又は泉佐野市立新池中学校に進学する。